# Loodsboot

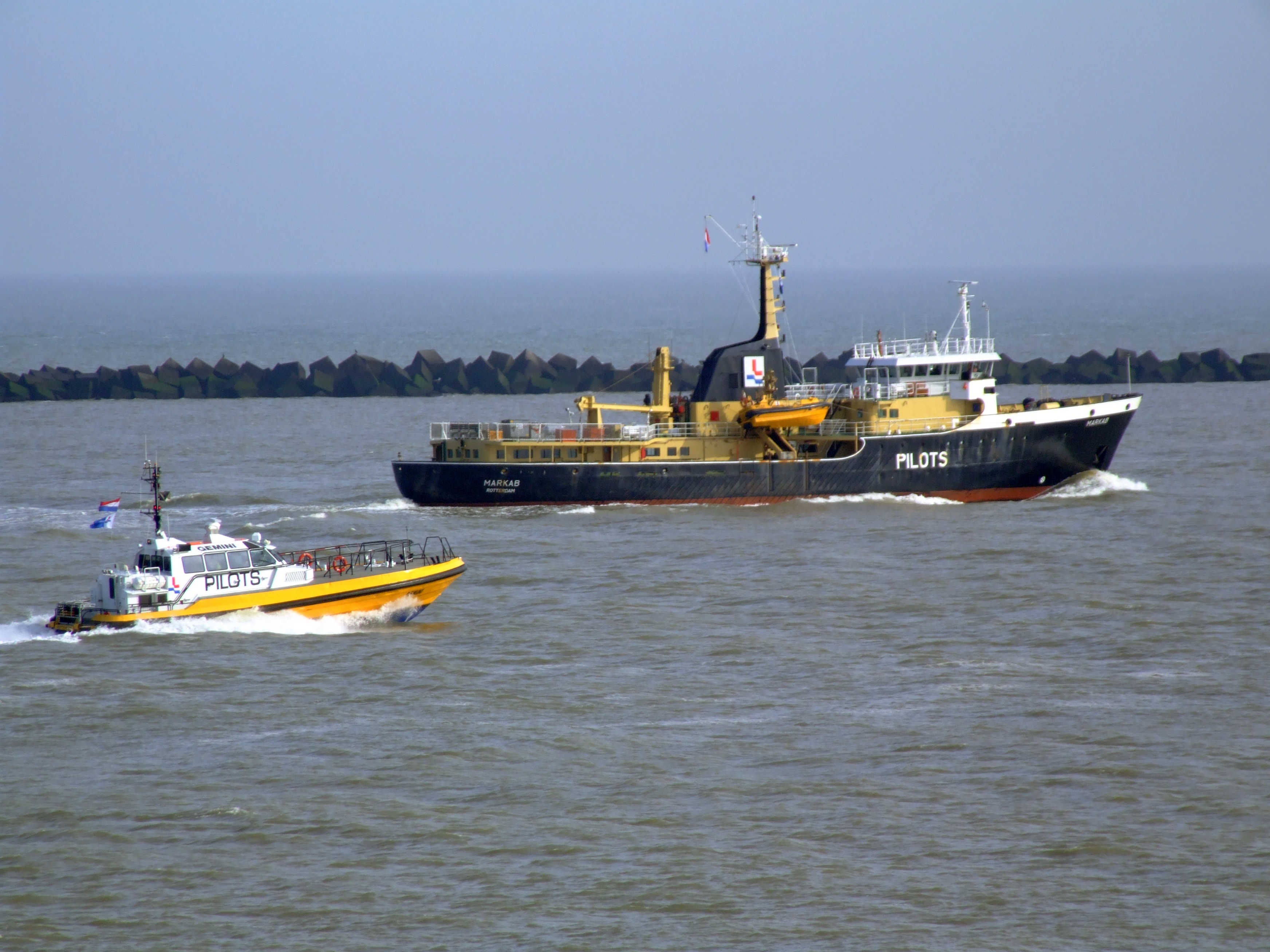
Markab met tender Gemini van het Nederlands Loodswezen BV bij de Haven van Rotterdam

Een loodsboot is een boot die een loods aan boord van een zeegaand schip brengt. De loodsboot vaart op zee, op een vaste positie, men noemt dit kruispost.

## Geschiedenis
De taken van de loods gaan al terug tot de klassieke oudheid toen lokale vissers inkomende schepen veilig aan de kant hielpen brengen. De oudste verwijzing naar loodsen komen uit de 7e eeuw voor Christus. Nadien werden de loodsen aangewezen door de havenautoriteiten om zo te zorgen dat het beloodsen gereguleerd werd, er bekwame loodsen waren en dat de kapiteins van schepen voldoende zekerheid hadden dat de loods bekwaam was.
Hoewel de loodsen een licentie van de haven nodig hadden om hun werk te mogen uitoefenen, bleven ze vaak zelfstandig. Ze hadden dus steeds hun eigen snel transport nodig, wat vaak hun vissersschepen waren. De vissersboten waren enkel niet geschikt om te kunnen beloodsen. Een alternatief was noodzakelijk, de loodsboten werden ontwikkeld als snelle, lichte boten.
In Nederland zijn de loodsen in principe nog steeds (of opnieuw) zelfstandig en verenigd in het Loodswezen. De geschiedenis van deze organisatie gaat zo'n 4 eeuwen terug.

## Modus operandi

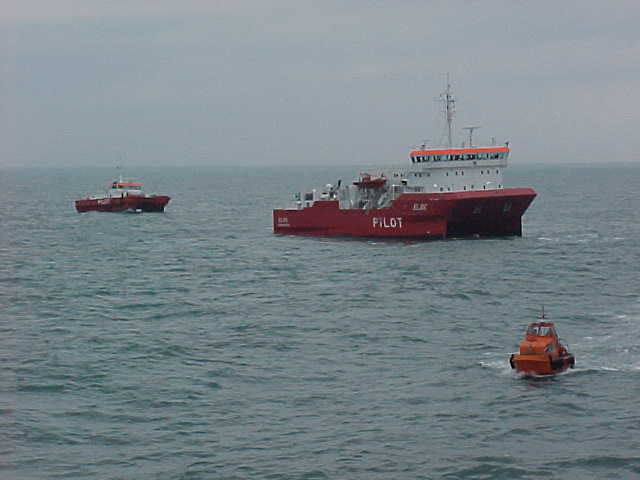
Loodsvaartuigen: de jol op de voorgrond, rechts de loodsboot en links de loodstender

De loodsboot laat een jol te water met daarin de loods. Deze jol gaat dan langszij het schip liggen en de loods komt via een ladder aan boord. De loods gaat dan op de brug staan en geeft advies over de beste vaarroute. Tegenwoordig werkt men ook wel met snelle motorboten die vanuit de haven naar het te beloodsen schip gaan en daar langszij komen om de loods over te zetten; dan noemt men dit een loodstender. Bij uitvarende schepen haalt men op dezelfde manier de loods weer van boord.
De getoonde loodsvaartuigen worden gebruikt in de Elbe-monding, de vaarweg naar o.a. het Kielerkanaal en de haven van Hamburg.

## Herkenbaarheid

### Seinvlaggen
De schepen zijn herkenbaar door het voeren van een blauwe vlag met daarin de letter "P" of de nationale vlag omgeven door een witte rand.  Overdag draagt hij als dagmerk een verticaal gestreepte wit/rode vlag.

### Lichten

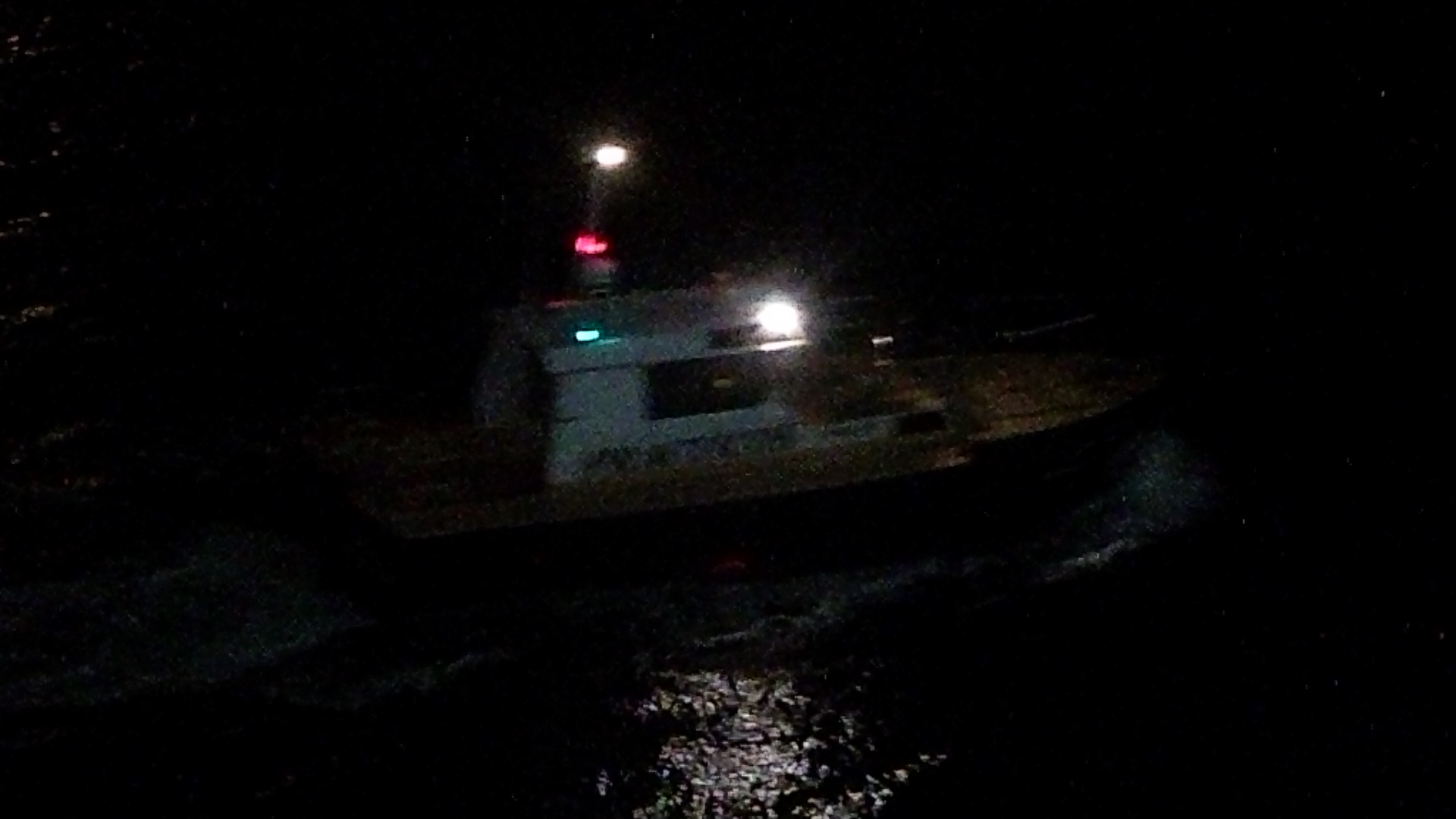
Loodsboot in Almería: Witte pet, rode neus

Bij duisternis voert de loodsboot speciale navigatieverlichting. Naast de normale rode en groene boordlichten en een wit heklicht heeft een loodsboot twee rond-schijnende toplichten: de bovenste wit en vlak daaronder rood.
Voor de herkenning in het donker is er het ezelsbruggetje "witte pet, rode neus" wat verwijst naar de witte kapiteinspet en een rode neus; veroorzaakt door het vermeende alcoholgebruik van de loodsen bij het wachten op schepen. Dit ezelsbruggetje wordt gebruikt in het cursusmateriaal voor het Klein Vaarbewijs.